# 3534 Sax
För andra betydelser, se Sax (olika betydelser).
3534 Sax eller 1936 XA är en asteroid i huvudbältet som upptäcktes 15 december 1936 av den belgiske astronomen Eugène Joseph Delporte i Uccle. Det har fått sitt namn efter den belgiske instrumentmakaren Adolphe Sax.
Asteroiden har en diameter på ungefär 9 kilometer.